# Zoltán Almási
Zoltán Almási (Budapest, 29 agosto 1976) è uno scacchista ungherese, Grande Maestro.
Nove volte campione nazionale, un record: (1995, 1997, 1999, 2000, 2003, 2006, 2008, 2009 e 2019); nel marzo 2012 è stato il secondo più forte giocatore ungherese dopo Péter Lékó.
Ha raggiunto l'Elo più alto nel luglio del 2011, con 2726 punti (19º al mondo).
Ha partecipato nel 2004 al campionato mondiale FIDE di Tripoli, venendo sconfitto al quarto turno per 2–0 da Rustam Qosimjonov, che ha poi conquistato il titolo.
Dal 1994 al 2006 ha partecipato a sette edizioni delle olimpiadi degli scacchi (tre volte in prima scacchiera), ottenendo alle olimpiadi di Bled 2002 la medaglia d'argento di squadra.
Nel 2008 ha vinto il 50º Torneo di Capodanno di Reggio Emilia.
Nel 2013 ha vinto a L'Avana la 48ª edizione del Capablanca Memorial.
Nel settembre del 2016 ha vinto la Medaglia d'argento individuale alle Olimpiadi scacchistiche con la squadra dell'Ungheria; ha giocato in terza scacchiera e ottenuto 7,5 punti.